# Sultan I ibn Sajf
Sultan I ibn Sajf – władca Omanu z dynastii Ja’aribi. Panował w latach 1649–1688. 
Około 1650 dokończył dzieła wypędzania Portugalczyków z kraju, które rozpoczął jeszcze Nasir ibn Murszid.
Znacznej wielkości flotę omańską wykorzystał Sultan I ibn Sajyf do atakowania statków Brytyjskiej Kompanii Wschodnioindyjskiej. 